# 西畴瑞香
西畴瑞香（学名：Daphne xichouensis）为瑞香科瑞香属下的一个种。

## 扩展阅读
- 維基物種上的相關：西畴瑞香